# La patria redime
La patria redime è un film muto italiano del 1915 diretto da Guglielmo Zorzi.